# راگشواری
راگشواری (به انگلیسی: Raageshwari) (زاده ۲۵ ژوئیه ۱۹۷۵) بازیگر هندی است.
از فیلم‌هایی که وی در آن نقش داشته است می‌توان به من بازیکن،تو بی‌تجربه اشاره کرد.

## فیم شناسی
- ۱۹۹۳ چشم‌ها
- ۱۹۹۴ من بازیکن، تو بی‌تجربه
- ۲۰۰۳ عشق نابرابر